# Berg-Annas berg
Berg-Annas berg är ett naturreservat i Falu kommun i Dalarnas län.
Området är naturskyddat sedan 2017 och är 31 hektar stort. Reservatet består av branter, områden med gamla tallar och en bäck.